# 1904년 하계 올림픽 복싱 남자 65.77kg급
1904년 하계 올림픽 복싱 남자 65.77kg급은 미국 세인트루이스에서 개최된 1904년 하계 올림픽 복싱의 세부 종목이다. 9월 21일부터 23일까지 1개국에서 4명의 선수가 참가하였다. 몸무게가 145lb(65.8kg) 미만인 선수가 참가하는 종목이다. 8월 21일에 준결승 경기가 진행되었고, 8월 22일에 결승 경기가 진행되었다.

## 경기장
| 도시         | 경기장                                | 원어명                                                        | 비고    |
| ------------ | ------------------------------------- | ------------------------------------------------------------- | ------- |
| 세인트루이스 | 워싱턴 대학교 세인트루이스 문화체육관 | Washington University in St. Louis Physical Culture Gymnasium | 전 경기 |

## 경기 결과
|  | 준결승 9월 21일   | 준결승 9월 21일   | 준결승 9월 21일   |                   |                 | 결승 9월 22일   | 결승 9월 22일 | 결승 9월 22일 |  |
|  |                   |                   |                   |                   |                 |                 |               |               |  |
|  | 알버트 영 (USA)   | 알버트 영 (USA)   | W                 |                   |                 |                 |               |               |  |
|  | 알버트 영 (USA)   | 알버트 영 (USA)   | W                 |                   |                 |                 |               |               |  |
|  | 잭 이건 (USA)     | 잭 이건 (USA)     | L                 |                   |                 |                 |               |               |  |
|  | 잭 이건 (USA)     | 잭 이건 (USA)     | L                 |                   | 알버트 영 (USA) | 알버트 영 (USA) | W             |               |  |
|  |                   |                   |                   |                   | 알버트 영 (USA) | 알버트 영 (USA) | W             |               |  |
|  |                   |                   | 해리 스팬저 (USA) | 해리 스팬저 (USA) | L               |                 |               |               |  |
|  | 해리 스팬저 (USA) | 해리 스팬저 (USA) | 해리 스팬저 (USA) | 해리 스팬저 (USA) | L               | W               |               |               |  |
|  | 해리 스팬저 (USA) | 해리 스팬저 (USA) |                   |                   |                 |                 |               |               |  |
|  | 조셉 라이던 (USA) | 조셉 라이던 (USA) | L                 |                   |                 |                 |               |               |  |

## 메달리스트
| 종목   | 금               | 은                 | 동                 |
| ------ | ---------------- | ------------------ | ------------------ |
| 웰터급 | 알버트 영 · 미국 | 해리 스팬저 · 미국 | 조셉 라이던 · 미국 |

## 참고 문헌
- 국제 올림픽 위원회 - 1904년 하계 올림픽 복싱 경기 결과 (영어)
- (영어) George Seymour Lyon - Olympic Individual gold medal winner 1904
- (폴란드어) Pawel, Wudarski (1999). “Wyniki Igrzysk Olimpijskich”. 2008년 10월 14일에 원본 문서에서 보존된 문서. 2006년 12월 17일에 확인함.